# ستيفن زيمرمان
ستيفن زيمرمان (بالإنجليزية: Stephen Zimmerman)‏ مواليد 9 سبتمبر 1996 في هيندرسونفيل، هو لاعب كرة سلة أمريكي. بدأ مسيرته الاحترافية في سنة 2016. تم اختياره من قبل فريق أورلاندو ماجيك خلال الدرافت ويلعب معه في الرابطة الوطنية لكرة السلة كلاعب وسط. يحمل الرقم 33. يبلغ طوله 7 قدم 0 بوصة (2.1 م).

## روابط خارجية
- ستيفن زيمرمان على موقع الاتحاد الدولي لكرة السلة (الإنجليزية)
- ستيفن زيمرمان على موقع إن بي أي (الإنجليزية)
- ستيفن زيمرمان على موقع دوري كرة السلة الياباني للمحترفين (اليابانية)
- ستيفن زيمرمان على موقع الدوري التايواني الممتاز لكرة السلة (الصينية)
- ستيفن زيمرمان على موقع سبورتس رفرنس (الإنجليزية)
- ستيفن زيمرمان على موقع كرة السلة الأوروبية.كوم (الإنجليزية)
- ستيفن زيمرمان على موقع DraftExpress.com (الإنجليزية)
- ستيفن زيمرمان على موقع كلية كرة السلة في سبورتس رفرنس.كوم (الإنجليزية)
- ستيفن زيمرمان على موقع ريلجم (الإنجليزية)
- ستيفن زيمرمان على موقع بروبوليرز (الإنجليزية)